# Echinocereus scopulorum
Echinocereus scopulorum (alicoche del risco) es una especie endémica de alicoche de la familia Cactaceae que se distribuye en Sonora en México. La palabra scopulorum es de origen latino y significa «risco» o «cima» en referencia al hábitat de la especie.

## Descripción
Crece de manera solitaria, el tallo es cilíndrico de 10 a 40 cm de alto y 10 cm de ancho. Tiene de 13 a 15 costillas y de 3 a 10 espinas centrales. Las espinas radiales son más grandes de 8 a 14 mm de largo y puede tener hasta 20 de ellas. La flor crece cerca del ápice del tallo, es funeliforme, de color rosa tenue a magenta, mide 8 cm de largo y 10 cm de ancho.

## Distribución y hábitat
Se distribuye en Sonora y en la Isla Tiburón en México. Habita en matorrales xerófilos del desierto sonorense, sobre suelos rocosos en elevaciones de 5 a 800 m s. n. m.

## Usos
El pueblo seri solía usar el fruto de esta planta como alimento, en la actualidad es cultivada y comercializada como planta ornamental.

## Estado de conservación
El área de distribución de la especie es amplio y no se conocen amenazas para sus poblaciones que puedan afectar su estado de conservación. Habita dentro del Área de Protección de Flora y Fauna Islas del Golfo de California.